# Kevin Doyle (Fußballspieler)
Kevin Edward Doyle (* 18. September 1983 in Adamstown, County Wexford) ist ein ehemaliger irischer Fußballspieler.

## Karriere

### Verein
Der irische Stürmer begann seine Karriere im lokalen Adamstown F.C. Sein erster professioneller Club war St Patrick’s Athletic, zu dem er im September 2001 wechselte. Er spielte dort zunächst für die U-18-Auswahl, qualifizierte sich aber schnell für die erste Mannschaft und spielte fortan in der nationalen Liga. Im Februar 2003 wechselte Doyle zu Cork City. Dort erzielte er 25 Tore, bevor er im Juni 2005 für 117.000 Euro zum FC Reading wechselte. Mit dem FC Reading gelang Doyle 2006 der Aufstieg in die englische Premier League. Zur Saison 2009/10 wechselte er für knapp  6,7 Millionen Pfund zu den Wolverhampton Wanderers.
Am 31. Januar 2014 wurde Doyle für den Rest der Saison 2013/14 an den Zweitligisten Queens Park Rangers ausgeliehen. Gleich bei seinem ersten Einsatz für die Rangers am 1. Februar 2014 erzielte er das 1:0-Führungstor gegen den FC Burnley (3:3) in der siebten Spielminute. Ab 2015 ließ Doyle seine Karriere bei den Colorado Rapids in der amerikanischen Major League Soccer ausklingen und beendete im September 2017 seine aktive Laufbahn.

### Nationalmannschaft
Doyle begann seine internationale Karriere im irischen U-21-Team am 2. Februar 2004 gegen Portugal. Am 1. März 2006 gab er anlässlich eines Freundschaftsspiels gegen Schweden sein Debüt für die Nationalmannschaft von Irland. Gegen San Marino schoss er im November 2006 sein erstes Tor für Irland. Er wurde für die EM 2012 nominiert, bei der in zwei Spielen zum Einsatz kam, mit seiner Mannschaft aber nach der Vorrunde ausschied. In der folgenden Qualifikation für die WM 2014, die Irland verpasste, kam er nur zu drei Einsätzen. Dabei erzielte er am 7. September 2012 im ersten Qualifikationsspiel gegen Kasachstan in der 90. Minute den 2:1-Siegtreffer. Nach der verpassten WM-Qualifikation wurde er außer einem EM-Qualifikationsspiel im November 2014 gegen Gibraltar nur in Freundschaftsspielen eingesetzt. Obwohl er seit dem Spiel gegen Gibraltar nur ein Länderspiel im März 2016 bestritten hatte, bei dem er zudem bereits nach 27 Minuten aufgrund einer Verletzung ausgewechselt werden musste, wurde er am 12. Mai 2016 von Nationaltrainer Martin O’Neill in das vorläufige 35 Spieler umfassende Aufgebot für die EM 2016 berufen. Er spielte aber noch während der EM-Vorbereitung bis zwei Tage vor der endgültigen Kadernominierung in den USA und wurde letztlich nicht für die EM-Endrunde berücksichtigt. Er ist von den unberücksichtigten Spielern, der Spieler mit den meisten Länderspielen und -toren.